# Hetsätning
Hetsätning innebär att man äter på ett sådant sätt att man förlorar kontrollen över hur fort eller hur mycket man äter. Det talas om hetsätningsepisoder eftersom beteendet ofta förekommer vid enstaka tillfällen eller över en begränsad tidsperiod: att exempelvis under 2 timmar äta väldigt mycket mer än vanligt. För att kallas för hetsätning måste det förekomma att man förlorar kontrollen över ätningen, och hetsätning är inte samma sak som överätning, som tidvis förekommer hos de allra flesta människor utan kontrollförlust. Kontrollförlust innebär att man kan känna att det inte går att kontrollera vad man äter, eller att man inte kan sluta äta. Hetsätning kan både övergå i och förekomma som en del av syndromen hetsätningsstörning och bulimi (bulimia nervosa). Bakomliggande orsaker kan vara att man börjar banta och då upplever en hunger som föranleder ett hetsätningsbeteende. Ofta leder detta beteende till övervikt.
I DSM-5 beskrivs hetsätningsstörning som upprepade hetsätningsperioder med inslag av att man äter: fortare än normalt; trots en känsla av att vara obehagligt mätt; trots bristande hungerkänsla; eller som innebär skuld och skam som leder till att man äter på egen hand. Andra kriterier är en känsla av att vara äcklad eller nedstämd efter hetsätningsepisoden. För att diagnosen hetsätningsstörning skall sättas krävs att minst tre av dessa fem kriterier uppfylls,samtidigt som personen upplever "påtagligt lidande" och att hetsätning förekommer med en viss frekvens. För att uppfylla kriterierna för bulimia nervosa krävs att kompensatoriska beteende förekommer: t.ex. orimlig träningsmängd eller fasta; självvållad kräkning; eller användning av laxermedel och vätskedrivande. Bulemia nervosa har inte samma koppling till övervikt.
Hetsätning förekommer hos både barn och vuxna, men är vanligare efter de sena tonåren. Behandling erbjuds ofta först vid diagnosställning, och riktar sig då mot att minska beteendet. I en SBU-rapport från 2016 visade man att den mest effektiva behandlingen för hetsätningsstörning var kognitiv beteendeterapi samt interpersonell psykoterapi, två typer av psykologiska terapier. Kortvarig effekt mot beteendet kan även uppnås med hjälp av SSRI-preparat eller lisdexamfetamin.
Hetsätning beskrevs för först gången tillsammans med ett antal andra ätstörningar under 1950-talet av psykiatrikern Albert Stunkard.